# Гармоническая волна
Гармоническая волна — волна, при которой каждая точка колеблющейся среды или поле в каждой точке пространства совершает гармонические колебания.
В разных случаях при необходимости особо выделяется интересующий класс гармонических волн, например, плоская гармоническая волна, стоячая гармоническая волна и т. д. (см. ниже).
Источниками гармонических волн могут быть гармонические колебания, они также могут возбуждаться в какой-либо системе при взаимодействии её с гармонической волной.

## Одномерный случай
Случай одномерного однородного пространства (или одномерной однородной среды) — наиболее прост.
В этом случае все виды гармонических волн сводятся к:
- синусоидальным (косинусоидальным) бегущим волнам:

{\displaystyle u(x,t)=A\ cos(kx-\omega t+\phi _{0})\ }
- или бегущим волнам виде мнимой экспоненты:

{\displaystyle u(x,t)=A\ e^{i(kx-\omega t)},\ }
а также к конечным линейным комбинациям волн такого вида (для выражения произвольной действительной гармонической волн в этом случае достаточно смешать две волны первого вида или четыре второго; в случае более многомерного u добавляется по два таких слагаемых на каждую поляризацию).
- Может быть также использовано понятие гармонической стоячей волны, сводящейся к сумме двух гармонических бегущих (бегущих в противоположных направлениях) волн, описанных выше:

{\displaystyle u(x,t)={\frac {A}{2}}\cdot (cos(kx-\omega t+\phi _{0})+cos(-kx-\omega t+{\hat {\phi }}_{0}))=Acos(kx+\phi '_{0})cos(\omega t+{\hat {\phi }}'_{0}).}
Здесь A — постоянный (не зависящий от x и t) коэффициент, природа и размерность которого совпадает с природой и размерностью поля u; k, ω и φ0 — также постоянные параметры, в рассматриваемом одномерном случае все они — действительные числа (в отличие от более многомерных, где k становится векторным — для плоских волн). A — есть амплитуда волны, k — волновое число, ω — (циклическая) частота и φ0 — начальная фаза — то есть фаза волны при x = t = 0.
Во второй формуле A — (обычно) комплексное, амплитуду волны определяет его модуль |A|, а начальная фаза спрятана также в A в качестве его аргумента, поскольку
{\displaystyle u(x,t)=A\ e^{i(kx-\omega t)}=|A|\ e^{iArgA}e^{i(kx-\omega t)}=|A|\ e^{i(kx-\omega t+ArgA)}.}
Так же, как стоячая волна выражается (как записано здесь) через две бегущих, так же и бегущая может быть выражена через две стоячих. Поэтому можно выбрать один из двух равноправных способов выражения произвольной гармонической волны в случае одномерного однородного пространства: через линейную комбинацию бегущих или линейную комбинацию стоячих волн. Это верно и для всех других случаев, хотя базисные волны, через линейную комбинацию которых выражается произвольная гармоническая волна, могут оказаться сложнее.
- случай неоднородного одномерного пространства (неоднородной среды) оказывается значительно сложнее. В этом случае зависимость гармонических волн от пространственной координаты x становится не синусоидальной, а в общем — и наиболее типичном — случае и вовсе не выражается через элементарные функции. Тем не менее, и в этом случае остается верным утверждение о возможности выразить произвольную гармоническую волну через конечное (для определенной частоты) количество базисных гармонических волн.

## Случаи пространства размерностью больше единицы
В случаях пространства размерностью больше единицы, даже если оно однородно, в принципе разнообразие возможных гармонических волн очень сильно возрастает. Однако есть два типа гармонических волн, которым следует уделить главное отдельное внимание.

### Плоские гармонические волны
Наиболее важным и часто встречающимся типом гармонических волн являются плоские гармонические волны (одномерные гармонические волны являются их одномерным частным случаем).
- Бегущая плоская волна — это волна такого вида:

{\displaystyle u(x,t)=A\ cos({\vec {k}}\cdot {\vec {x}}-\omega t+\phi _{0})\ }
или
{\displaystyle u(x,t)=A\ e^{i({\vec {k}}\cdot {\vec {x}}-\omega t)},\ }
где, в отличие от одномерной волны {\displaystyle {\vec {k}}} — уже не действительное число, а вектор, называемый волновым вектором, размерность которого равна размерности пространства, а выражение {\displaystyle {\vec {k}}\cdot {\vec {x}}} означает скалярное произведения этого вектора с вектором {\displaystyle {\vec {x}}=(x_{1},x_{2},x_{3},\dots )=(x,y,z,\dots )}, характеризующим точку пространства: {\displaystyle {\vec {k}}\cdot {\vec {x}}=k_{1}x_{1}+k_{2}x_{2}+k_{3}x_{3}+\dots }.
Легко видеть, что если выбрать ось координат вдоль волнового вектора, плоская многомерная волна сводится к одномерной (u вообще перестает зависеть от остальных координат, а от первой — зависит как одномерная гармоническая волна).
- Стоячая плоская волна:

{\displaystyle u(x,t)=Acos({\vec {k}}\cdot {\vec {x}}+\phi _{0})cos(\omega t+{\hat {\phi }}'_{0}).}
Так же, как и в одномерном случае, стоячие и бегущие гармонические волны одной частоты с одинаковым (быть может, с точностью до знака) волновым вектором, элементарно линейно выражаются друг через друга.
Поскольку с помощью преобразования Фурье (в текущем параграфе подразумевается, конечно, многомерное преобразование Фурье) практически любую функцию пространственных координат можно представить как сумму (интеграл) функций, представляющих каждая плоскую волну, а зависимость от времени в тогда для случая однородного пространства будет тоже очевидно гармонической, то очевидно удобство разложения любой гармонической (да и не только гармонической) волны по плоским гармоническим волнам. В каких-то случаях и в какой-то мере это может быть полезным и в случаях неоднородности пространства, хотя в этом случае это вполне может и не дать ожидаемых преимуществ, или извлечение этих преимуществ может потребовать особого искусства.

### Сферические гармонические волны
Сферические гармонические волны несколько менее универсальны и просты (их гораздо труднее даже выписать в явном виде, если не выражать просто через бесконечные суммы/интегралы плоских волн; например, для двумерного пространства гармонические сферические волны выражаются через функции Бесселя, то есть не выражаются через элементарные функции).
Тем не менее они бывают очень полезны, когда сами условия задачи склоняют к попытке рассмотрения сферических волн, то есть, в особенности при исследовании волн, порождаемых точечным источником или когда задача в целом имеет сферическую симметрию (последнее лучше всего для попытки искать решение просто в виде только сферических волн).
Для трехмерного однородного пространства гармонические сферические волны имеют вид:
- бегущие:

{\displaystyle u(r,t)=A\ {\frac {cos(kr-\omega t+\phi _{0})}{r}}}
или
{\displaystyle u(r,t)=A\ {\frac {e^{i(kr-\omega t+\phi _{0})}}{r}}}
- стоячие:

{\displaystyle u(r,t)=A\ {\frac {cos(kr+\phi _{0})\cdot cos(\omega t+{\hat {\phi }}_{0})}{r}}}
или (в виде, удобном в качестве для разложения):
{\displaystyle u(r,t)=A\ {\frac {cos(kr)\cdot cos(\omega t)}{r}}}
{\displaystyle u(r,t)=A\ {\frac {cos(kr)\cdot sin(\omega t)}{r}}}

## Значение и теоретическое применение

#### Общий линейный случай
Любое линейное дифференциальное уравнение вида
{\displaystyle K{\frac {\partial ^{n}u}{\partial t^{n}}}=Lu,}
где порядок дифференцирования по времени n может быть любым (чаще интересны n = 1 или 2), а L любой линейный дифференциальный оператор, не зависящий от t (правда, если u должно быть действительным одномерным, а L -эрмитов, то нечетные n придется исключить), будет иметь решением гармоническую волну.
Действительно, подставим {\displaystyle u=e^{i\omega t}\cdot v(x)}, где x — точка пространства любой размерности.
Получаем тогда:
{\displaystyle Ki^{n}\omega ^{n}v=Lv,\ }
а экспонента сокращается. Сделав такую же подстановку с -ω, получим, при оговоренных выше условиях подходящего K, получить и действительное v как сумму этих двух решений.